# Tchendek (village)
Çendek
Tchendek (en russe : Чендек), ou Çendek (en altaï méridional : Чендек), est un village du raïon d'Oust-Koksa de la république de l'Altaï, en Russie sibérienne. Il fait partie de l'établissement rural de Tchendek, et sa population s'élevait à 750 habitants au recensement de 2021.

## Géographie
Le village de Tchendek se situe dans la république de l'Altaï, une république de Sibérie méridionale, en Russie, qui fait partie du district fédéral sibérien. Le village fait partie du raïon d'Oust-Koksa, le raïon de la république le plus au sud-ouest, avec Oust-Koksa comme centre administratif.
Il fait partie de l'établissement rural de Tchendek, une municipalité, dont il est le chef-lieu chef-lieu,.
Tchendek, comme toute la république de l'Altaï, est située dans le fuseau horaire MSK+4 (heure de Krasnoïarsk). Le décalage horaire appliqué par rapport au temps universel coordonné est +07:00.

## Histoire
D'après liste des lieux peuplés du kraï de Sibérie de 1928, le village a été fondé en 1866.

## Démographie
Recensements (*) et estimations de la population,,,
:
| 2002* | 2010* | 2012 | 2013 |
| ----- | ----- | ---- | ---- |
| 1 014 | 928   | 948  | 958  |

| 2014 | 2015 | 2016 | 2021* |
| ---- | ---- | ---- | ----- |
| 920  | 893  | 870  | 750   |

Concernant les ethnies, en 2002, sur les 1 014 habitants, il y avait 87 % de Russes,,,
.